# Virginia Ruziciová
Virginia Ruziciová (* 31. leden 1955, Câmpia Turzii) je bývalá rumunská profesionální tenistka, antuková specialistka. Do dějin světového tenisu se zapsala především jako vítězka Roland Garros roku 1978, kdy ve finále porazila jugoslávskou tenistku Mimu Jaušovecovou. To, že se jí na grandslamových turnajích zdaleka nejvíce daří právě v Paříži, potvrdila i roku 1980, kdy se znovu probojovala do finále Roland Garros, avšak tentokrát podlehla Chris Evertové. Také ve čtyřhře dosahovala úspěchů především na pařížské antuce, v jejím hvězdném roce 1978 totiž v Paříži vyhrála i ženskou čtyřhru, spolu s Mimou Jaušovecovou. Ve smíšené čtyřhře v tom roce došla v Paříži do finále, s Francouzem Patricem Dominguezem, ale nestačili na český pár Renáta Tomanová-Pavel Složil. Ve dvojici s Jaušovecovou se toho roku probojovaly i do finále ženské dvouhry ve Wimbledonu, avšak tentokrát ztroskotaly na australské dvojici Kerry Melville Reidová-Wendy Turnbullová. Krom toho Ruziciová vyhrála 11 dalších turnajů WTA (South Orange 1975, Palm Harbor 1977, Kitzbühel 1978, Brighton 1978, Kitzbühel 1980, Salt Lake City 1980, Monte Carlo 1982, Kitzbühel 1982, Indianapolis 1982, Detroit 1983, Bregenz 1985). Tři z nich byly na tvrdém povrchu, 8 na antuce.